# El Arte de Programar Unix
El arte de programar Unix (en inglés: The Art of Unix Programming) es un libro escrito por Eric Steven Raymond en 2003 sobre informática y programación de sistemas UNIX. Está distribuido por Addison-Wesley, con ISBN 0-13-142901-9.

## Práctica
El libro incluye varios casos de estudio reales.